# Gare de Flaten
La gare de Flaten est une halte ferroviaire de la ligne d'Arendal, située dans la commune d'Åmli et à 285 km d'Oslo. La gare fut ouverte en 1910, la même année que la ligne ; puis en 1956 elle fut fermée avant d'être rouverte en 1974 mais en tant que halte ferroviaire.